# Amundi Asset Management
A Amundi Asset Management  é uma empresa francesa, de gestão de ativos, a maior em europa, com 1.080€ de activos sob gestão

As acções estão cotadas na Bolsa de Paris desde outubro de 2015

A accionista maioritaria é o banco Crédit Agricole.
A imagem das sociedades de Gestão de Activos universais, a Amundi oferece uma gama completa de soluções de investimentos e gestão de risco em escala global.

## Historia
A Amundi foi criada em 2010 com a fusão das actividades de gestão de activos do Crédit Agricole e da Société Générale

Tem escritórios em 30 países, conta com 100 milhões de clientes particulares e 1000 clientes institutionais.